# Liste der Monuments historiques in Sigale
Die Liste der Monuments historiques in Sigale führt die Monuments historiques in der französischen Gemeinde Sigale auf.

## Liste der Bauwerke
| Bezeichnung                      | Beschreibung | Standort                    | Kennzeichnung | Schutzstatus | Datum | Bild           |
| -------------------------------- | ------------ | --------------------------- | ------------- | ------------ | ----- | -------------- |
| Kapelle Notre-Dame-d’Entrevignes |              | Route de Roquestéron (Lage) | PA00080858    | Classé       | 1925  | weitere Bilder |
| Kirche St-Michel                 |              | Place de l’Église (Lage)    | PA00080859    | Inscrit      | 1927  | weitere Bilder |
| Brunnen                          |              | Place de l’Église (Lage)    | PA00080860    | Inscrit      | 1927  | weitere Bilder |

## Liste der Objekte
Zum Verständnis siehe: Kirchenausstattung
- Monuments historiques (Objekte) in Sigale in der Base Palissy des französischen Kultusministeriums